# Isaac Israëls

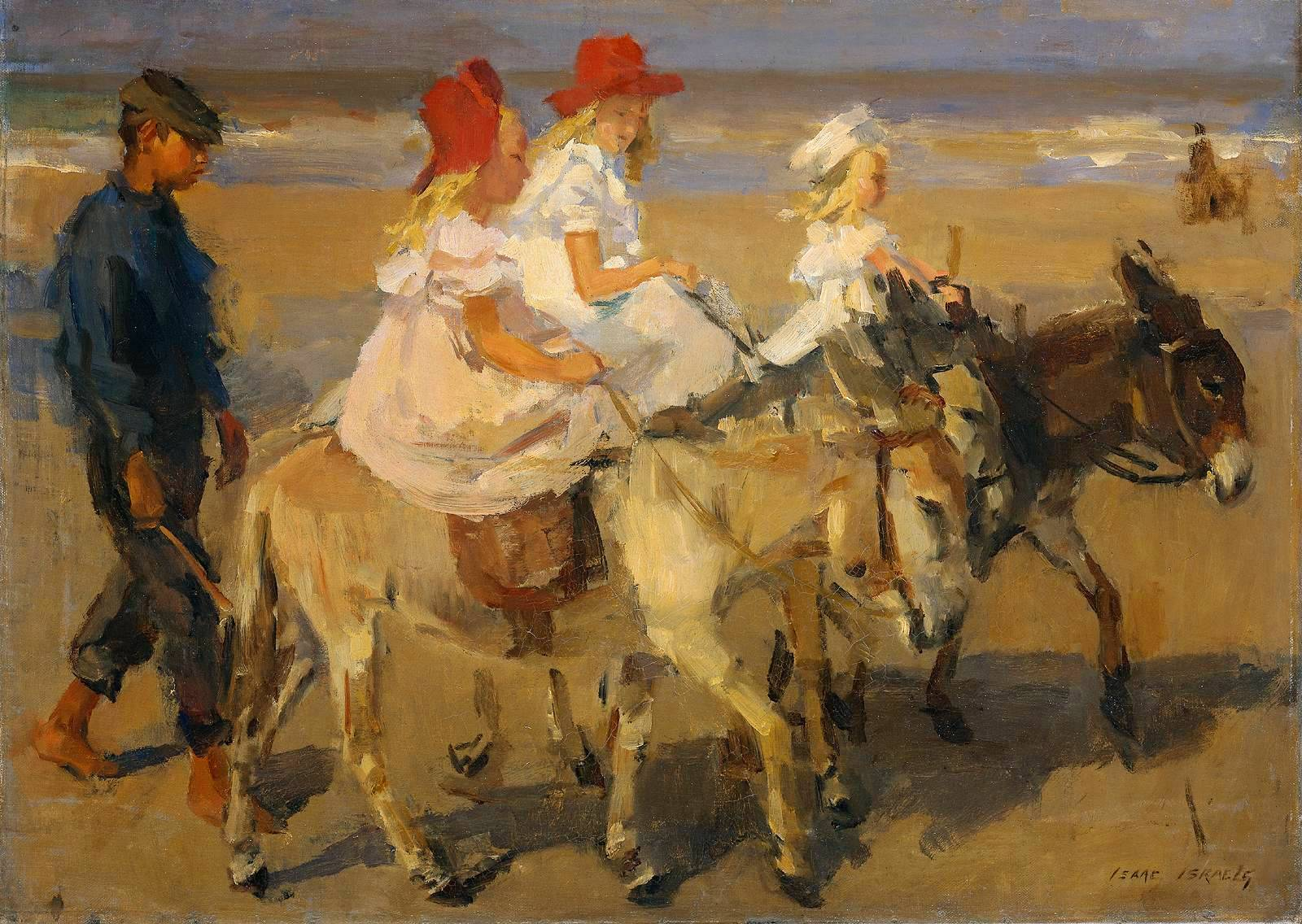
A dorso di mulo sulla spiaggia (1898-1900), ad Amsterdam, presso il Rijksmuseum.

Isaac Lazarus Israëls (L'Aia, 3 febbraio 1865 – Amsterdam, 7 ottobre 1934) è stato un pittore olandese.

## Biografia
Pittore impressionista, è considerato uno dei maggiori autori dei Paesi Bassi del periodo a cavallo tra '800 e '900. Figlio del noto pittore Jozef Israëls segue subito le impronte paterne, distinguendosi per l'innata abilità nel disegno, dove eccellerà per tutta la vita.
Tra il 1878 e il 1880 studia con profitto, ma nel 1881, ad appena sedici anni, vende il suo primo lavoro e decide di divenire anche lui un artista.
Si trasferisce quindi ad Amsterdam dove si diploma all'Accademia di Belle Arti e diviene allievo di August Allebé. Ben presto incontra il successo del pubblico e nel 1903 si stabilisce a Parigi dove aderirà all'Impressionismo che perfettamente valorizza la sua linea cromatica, unico rappresentante in Francia di scuola olandese. Un movimento che nei Paesi Bassi ebbe come riferimento la cerchia della Scuola dell'Aia e i lavori di Louis Apol e Anton Mauve, che si perfezionò con Willem Witsen e Isaac Israëls, autori caratterizzati da una grande abilità nel segno, e dall'utilizzo di una tavolozza più colorata, con pennellate più morbide, capaci di rendere le "impressioni della vita urbana e rurale" come citava il manifesto ideologico del gruppo.
Successivamente Israëls andrà a vivere a Londra, raffinando la sua tecnica coloristica e la sua passione per la natura (boschi, mare, spiagge, i grandi giardini urbani della capitale inglese). Negli ultimi anni tornerà nei Paesi Bassi, dove morirà, celebrato come un maestro, nel 1934. 
Le sue opere sono conservate presso il Rijksmuseum di Amsterdam e l'Ashmolean Museum di Oxford.